# Anoplodactylus tuberculosus
Anoplodactylus tuberculosus is een zeespin uit de familie Phoxichilidiidae. De soort behoort tot het geslacht Anoplodactylus. Anoplodactylus tuberculosus werd in 2006 voor het eerst wetenschappelijk beschreven door Turpaeva. 